# 甘青小蒿
甘青小蒿（学名：Artemisia przewalskii）是菊科蒿属的植物，为中国的特有植物。分布在中国大陆的甘肃、青海等地，生长于海拔2,700米至3,300米的地区，多生长于戈壁及河漫滩上，目前尚未由人工引种栽培。